# 5575 Ryanpark
5575 Ryanpark eller 1985 RP2 är en asteroid i huvudbältet som upptäcktes den 4 september 1985 av den belgiske astronomen Henri Debehogne vid La Silla-observatoriet. Den är uppkallad efter Sang H. Park.
Den tillhör asteroidgruppen Themis.